# Landgraafschap Thüringen
Het landgraafschap Thüringen was een landgraafschap in het Heilige Roomse Rijk.

## Voorgeschiedenis
Het rond 400 n.Chr. ontstane koninkrijk Thüringen werd in 531/32 veroverd door het Frankische Rijk en omgevormd tot een hertogdom. De laatste hertog, Burchard, sneuvelde tegen de Hongaren in de Slag bij Eisenach (908), waarna zijn zonen in 911 door hertog Hendrik de Vogelaar van Saksen werden verbannen en Thüringen aan zijn landbezit toegevoegd. In tegenstelling tot de andere grote Duitse stammen hadden de Thüringers hierdoor bij het begin van de 10e eeuw geen eigen stamhertogdom. 

## Ontstaan
Het gebied kwam door keizer Hendrik IV in de elfde eeuw in het bezit van het geslacht der Ludovingen (Duits: Ludowinger). Omstreeks 1130 verleende keizer Lotharius III de titel landgraaf aan Lodewijk I van Thüringen. In 1137 werd het bezit door een huwelijk uitgebreid met bezittingen in de Hessengouw rond Marburg en Gudensberg. Na de val van Hendrik de Leeuw in 1180 werd het paltsgraafschap Saksen en goederen aan de Werra, de Wezer en de Leine verworven. De landgraven bouwden de Wartburg, de Neuburg (aan de Unstrut) en de Marburg aan de Lahn. In 1247 stierf de dynastie uit met Hendrik Raspe.

## Thürings-Hessische Successieoorlog
Na de Thürings-Hessische Successieoorlog (1247–1264) werd het landgraafschap verdeeld. Thüringen viel aan de markgraven van Meißen (huis Wettin) aan Albrecht de Ontaarde en het landgraafschap Hessen werd onafhankelijk onder Hendrik I van Hessen, een zoon van hertog Hendrik II van Brabant. De gemeenschappelijke oorsprong van de twee landgraafschappen Thüringen en Hessen is ook zichtbaar in de vrijwel gelijke wapenschilden.

## Huis Wettin
Een belangrijke uitbreiding van het bezit van het huis Wettin was de verwerving van het keurvorstendom Saksen in 1423. Voor Thüringen betekende het echter een degradatie tot nevenland. Het markgraafschap Meissen en het keurvorstendom Saksen waren voortaan de kernlanden.
De bezittingen van het huis Wettin werden na de dood van Frederik II van Saksen verdeeld over zijn zonen Albrecht en Ernst. Hierbij ontstonden de Albertijnse en Ernestijnse linie van het huis Wettin. Het noordelijk deel van Thüringen kwam aan de Albertijnse linie en na het congres van Wenen in 1815 aan het koninkrijk Pruisen. Het zuidelijk deel kwam aan de Ernestijnse linie en zou onder hun regering steeds verder verdeeld worden, een verdeling die tot 1920 zou blijven bestaan. Wat restte was de titel en het wapen die door alle regerende Wettiners werd gevoerd.